# 地球半径
地球半径（ちきゅうはんけい、英: Earth radius）は、測地学や天文学において用いられる地球の赤道半径である。その値には、実測に基づくもの、長さの単位として用いる場合の定義値など様々である。

## 測地測量の基準としての半径
測地測量の基準とするGRS80準拠楕円体やWGS84準拠楕円体で用いられる地球の赤道半径の値は次の通りである。
- 正確に 6378137 m

## 公称半径(Nominal radius)
国際天文学連合(IAU)は、2015年の第24回総会において、公称半径(Nominal radius)として、赤道半径と極半径を次のように定義した。この公称赤道半径は、天文学における長さの単位として使われる。
- 公称赤道半径 nominal equatorial Earth radius（記号：{\displaystyle {\mathcal {R}}_{\mathrm {eE} }^{\mathrm {N} }}）= 6378.1 km（正確に）
- 公称極半径 nominal polar Earth radius（記号：{\displaystyle {\mathcal {R}}_{\mathrm {pE} }^{\mathrm {N} }}）= 6356.8 km（正確に）

この公称赤道半径は、主に小さな太陽系外惑星の大きさの比較に用いられる。
公称赤道半径は以下の単位に換算される。
- 0.08921木星半径 (RJ)
- 0.009164太陽半径 (R☉, Ro)

## 実測に基づく半径
理科年表では、IAG（国際測地学協会）第3特別委員会が1999年8月に公表した次の値を最新のものとして載せている。
- 6378136.59±0.10 m（tide-free system: 潮汐による変形を完全に除去する方法）
- 6378136.62±0.10 m（zero-frequency tide system: 潮汐による永久変形のうち直接効果は除去するが、間接効果は除去しない方法）

USNOとHMNAOは、天文定数 ASTRONOMICAL CONSTANTS(K6)の一部として次の値を示している。
- 6378136.6±0.1 m    （ 時刻系はTT（地球時））